# Køge község
Køge község (dánul: Køge Kommune) Dánia 98 községének (kommune, helyi önkormányzattal rendelkező közigazgatási egység) egyike. Køge község Solrød, Roskilde, Lejre, Ringsted, Faxe, Stevns és Vellinge községekkel határos. Lakosainak száma 59 868 fő (2016).
A közigazgatás központja az azonos nevű Køge kikötőváros.